# Bank (Herzogenrath)

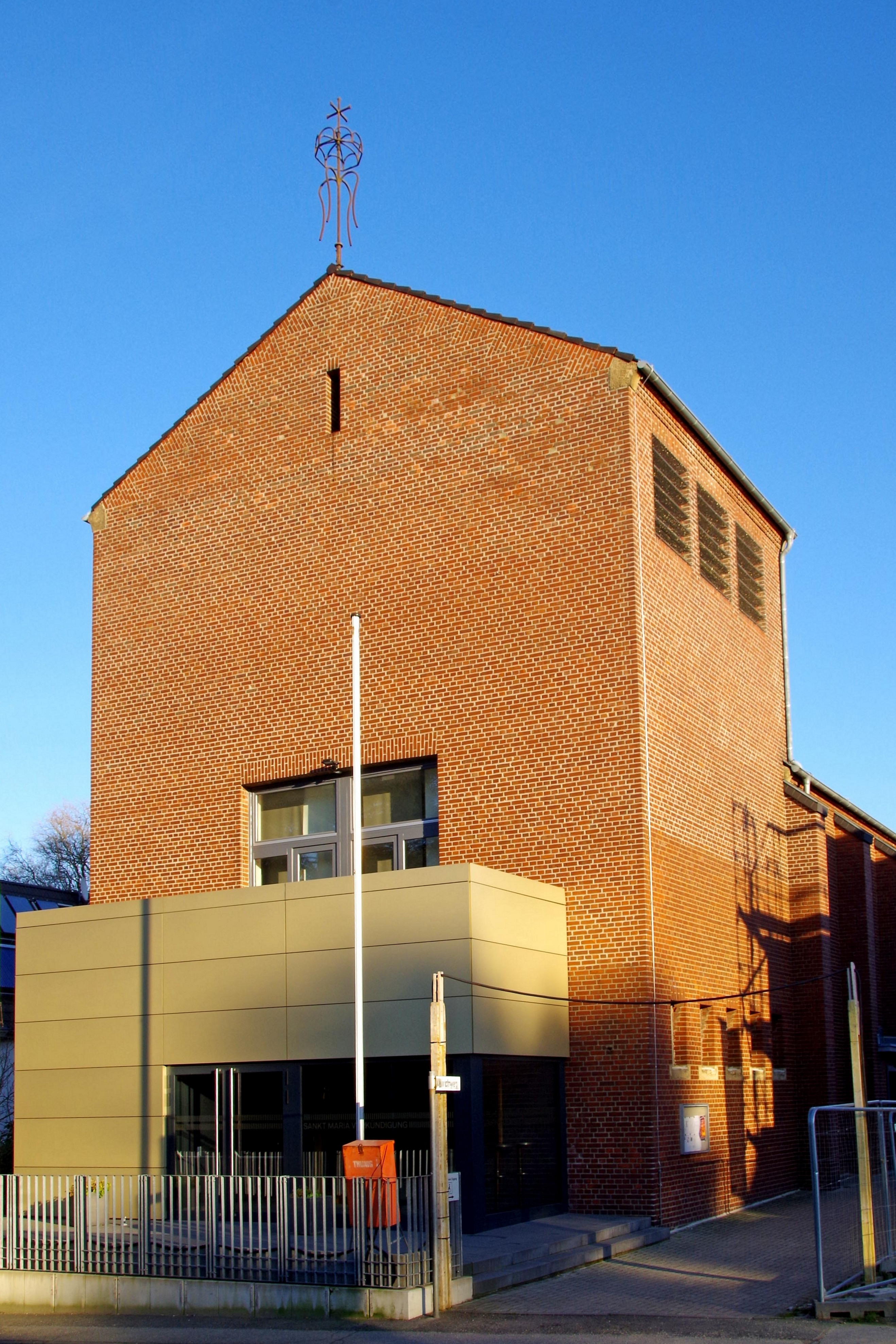
St. Mariä Verkündigung (Bank), Westseite mit Kirchturm

Bank ist ein Ortsteil von Kohlscheid, Stadt Herzogenrath, in der Städteregion Aachen in Nordrhein-Westfalen. 

## Lage
Bank liegt im Westen von Kohlscheid und wird vom Amstelbach durchflossen. Die Bahnstrecke Aachen–Mönchengladbach bildet den östlichen Abschluss des Ortes, dahinter beginnt Kohlscheid. Nachbarorte sind neben Kohlscheid im Westen Horbach, im Süden Richterich und im Norden Pannesheide.

## Allgemeines
Bank war ursprünglich ein kleines Straßendorf und wuchs mit zunehmender Industrialisierung Mitte des 20. Jahrhunderts mit Kohlscheid zusammen. 1926 erhielt der Ort, der zur Pfarre Richterich zählte, eine Notkirche, die 1952 schließlich durch die heutige Kirche St. Mariä Verkündigung ersetzt worden ist.

## Verkehr
Die AVV-Buslinien 17, 27 und HZ2 der ASEAG verbinden den Ort mit Herzogenrath, Kohlscheid sowie Aachen.
| Linie | Verlauf |
| ----- | --- |
| 17    | Aachen Bushof – Ponttor – Laurensberg – Richterich – (Bank →) Horbach – Locht Zollmuseum |
| 27    | Brand – Gewerbegebiet Eilendorf Süd – Forst – Bf Rothe Erde – Frankenberger Viertel – Normaluhr – Theater – Elisenbrunnen – Aachen Bushof – Ponttor – Laurensberg – Niersteiner Höfe – Vetschau – Bank |
| HZ2   | Bardenberg Krankenhaus – Wilhelmstein – Wurmtal – Kohlscheid Markt – Weststraße – Kohlscheid Bf – Amstelbachtal – Bank – Pannesheide                                                                   |